# Bykówka (Litwa)
Bykówka (lit. Bikiškė) – wieś na Litwie, w okręgu wileńskim, w rejonie wileńskim, w gminie Miedniki Królewskie, przy granicy z Białorusią.

## Historia
W dwudziestoleciu międzywojennym folwark leżący w Polsce, w województwie wileńskim, w powiecie wileńsko-trockim, w gminie Szumsk. W 1931 miejscowość liczyła:
- folwark – 21 mieszkańców, zamieszkałych w 4 budynkach,
- kolonia – 19 mieszkańców, zamieszkałych w 4 budynkach[1].

Po II wojnie światowej w granicach Związku Sowieckiego. Po rozpadzie ZSRS w 1991 miejscowość została przedzielona litewsko-białoruską granicą państwową. Folwark znalazł się na Litwie, natomiast kolonia na Białorusi.